# Космическая медаль Почёта Конгресса

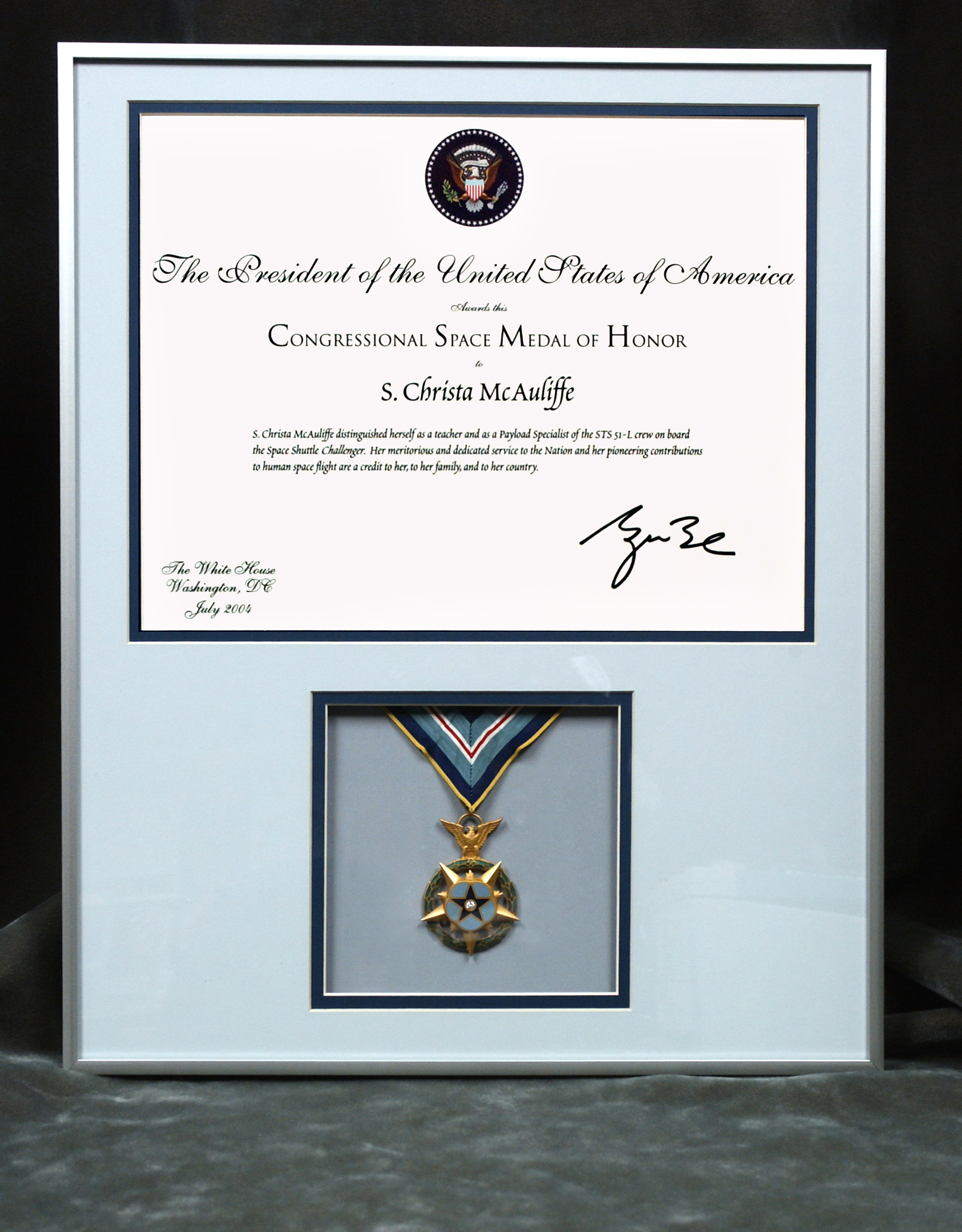
Диплом и медаль Кристы Маколифф

Космическая медаль Почёта Конгресса (англ. Congressional Space Medal of Honor) — высшая гражданская награда США для астронавтов.

## История
Медаль учреждена Конгрессом США 29 сентября 1969 года. Президент США награждает медалью от имени Конгресса. Награждение производится по представлению главы НАСА.
Награждаются военные и гражданские астронавты за наиболее выдающиеся заслуги в освоении космоса. Медаль считается гражданской наградой США.
Медаль является единственной наградой США, украшенной драгоценным камнем. На знаке медали, в центре, помещается один бриллиант 0,25 карата. Носится на шейной ленте.

## Список награждённых
К 2024 году было 30 награждённых. 17 астронавтов награждены посмертно (в том числе 4 из 5 женщин), 11 — прижизненно. На конец 2024 года живы 6 награждённых. Погибшие при исполнении обязанностей отмечены знаком *. Среди награждённых только один астронавт не является гражданином США.
| Фото             | Имя               | Дата                 | Кем награждён      | Доп. информация | Прим. |
| ---------------- | ----------------- | -------------------- | ------------------ | --- | ----- |
| Нил Армстронг    | Нил Армстронг     | 1 октября 1978 года  | Джеймс Картер      | Аполлон-11 (командир первой лунной экспедиции) | [ 1 ] |
| Фрэнк Борман     | Фрэнк Борман      | 1 октября 1978 года  | Джеймс Картер      | Аполлон-8 (командир первого пилотируемого корабля, вышедшего на орбиту Луны)                                                                       | [ 1 ] |
| Питер Конрад     | Питер Конрад      | 1 октября 1978 года  | Джеймс Картер      | Скайлэб-2 (первый командир орбитальной станции «Скайлэб»)                                                                                          | [ 1 ] |
| Джон Гленн       | Джон Гленн        | 1 октября 1978 года  | Джеймс Картер      | Меркурий-Атлас 6 (первый астронавт США, совершивший орбитальный космический полёт)                                                                 | [ 1 ] |
| Вирджил Гриссом  | Вирджил Гриссом*  | 1 октября 1978 года  | Джеймс Картер      | Меркурий-Редстоун-4, Джемини-3 и Аполлон-1 (командир первого пилотируемого полета по программе «Джемини», погиб при пожаре на корабле «Аполлон-1») | [ 1 ] |
| Алан Шепард      | Алан Шепард       | 1 октября 1978 года  | Джеймс Картер      | Меркурий—Редстоун-3 (первый американец, совершивший космический полёт)                                                                             | [ 1 ] |
| Джон Янг         | Джон Янг          | 19 мая 1981 года     | Рональд Рейган     | Колумбия STS-1 (командир первого экипажа Спейс шаттла)                                                                                             | [ 1 ] |
| Томас Стаффорд   | Томас Стаффорд    | 19 января 1993 года  | Джордж Буш-старший | «Союз» — «Аполлон» (командир американского корабля «Аполлон» по программе ЭПАС)                                                                    | [ 1 ] |
| Джеймс Ловелл    | Джеймс Ловелл     | 26 июля 1995 года    | Билл Клинтон       | Аполлон-13 (командир экипажа корабля «Аполлон-13», на котором произошла серьёзная авария во время полёта к Луне)                                   | [ 1 ] |
| Шеннон Лусид     | Шеннон Лусид      | 2 декабря 1996 года  | Билл Клинтон       | Длительный полёт женщины | [ 1 ] |
| Роджер Чаффи     | Роджер Чаффи*     | 17 декабря 1997 года | Билл Клинтон       | Погиб при пожаре корабля «Аполлон-1» | [ 1 ] |
| Эдвард Уайт      | Эдвард Уайт*      | 17 декабря 1997 года | Билл Клинтон       | Джемини-4 и Аполлон-1 (первый американец, вышедший в открытый космос; погиб при пожаре корабля «Аполлон-1»)                                        | [ 1 ] |
| Уильям Шеперд    | Уильям Шеперд     | 15 января 2003 года  | Джордж Буш-младший | МКС-1 (первый командир МКС) | [ 1 ] |
| Рик Хасбанд      | Рик Хасбанд*      | 3 февраля 2004 года  | Джордж Буш-младший | STS-107 (погиб во время крушения шаттла Колумбия)                                                                                                  | [ 1 ] |
| Уильям Маккул    | Уильям Маккул*    | 3 февраля 2004 года  | Джордж Буш-младший | STS-107 (погиб во время крушения шаттла Колумбия)                                                                                                  | [ 1 ] |
| Майкл Андерсон   | Майкл Андерсон*   | 3 февраля 2004 года  | Джордж Буш-младший | STS-107 (погиб во время крушения шаттла Колумбия)                                                                                                  | [ 1 ] |
| Калпана Чаула    | Калпана Чавла*    | 3 февраля 2004 года  | Джордж Буш-младший | STS-107 (погибла во время крушения шаттла Колумбия)                                                                                                | [ 1 ] |
| Дэвид Браун      | Дэвид Браун*      | 3 февраля 2004 года  | Джордж Буш-младший | STS-107 (погиб во время крушения шаттла Колумбия)                                                                                                  | [ 1 ] |
| Лорел Кларк      | Лорел Кларк*      | 3 февраля 2004 года  | Джордж Буш-младший | STS-107 (погибла во время крушения шаттла Колумбия)                                                                                                | [ 1 ] |
| Илан Рамон       | Илан Рамон*       | 3 февраля 2004 года  | Джордж Буш-младший | STS-107 (погиб во время крушения шаттла Колумбия; единственный награждённый, не являющийся гражданином США)                                        | [ 1 ] |
| Дик Скоби        | Дик Скоби*        | 23 июля 2004 года    | Джордж Буш-младший | Челленджер STS-51L (погиб во время катастрофы Челленджера)                                                                                         | [ 1 ] |
| Майкл Смит       | Майкл Смит*       | 23 июля 2004 года    | Джордж Буш-младший | Челленджер STS-51L (погиб во время катастрофы Челленджера)                                                                                         | [ 1 ] |
| Джудит Резник    | Джудит Резник*    | 23 июля 2004 года    | Джордж Буш-младший | Челленджер STS-51L (погибла во время катастрофы Челленджера)                                                                                       | [ 1 ] |
| Рональд Макнейр  | Рональд Макнейр*  | 23 июля 2004 года    | Джордж Буш-младший | Челленджер STS-51L (погиб во время катастрофы Челленджера)                                                                                         | [ 1 ] |
| Эллисон Онидзука | Эллисон Онидзука* | 23 июля 2004 года    | Джордж Буш-младший | Челленджер STS-51L (погиб во время катастрофы Челленджера)                                                                                         | [ 1 ] |
| Грег Джарвис     | Грег Джарвис*     | 23 июля 2004 года    | Джордж Буш-младший | Челленджер STS-51L (погиб во время катастрофы Челленджера)                                                                                         | [ 1 ] |
| Криста Маколифф  | Криста Маколифф*  | 23 июля 2004 года    | Джордж Буш-младший | Челленджер STS-51L (погибла во время катастрофы Челленджера, Учитель)                                                                              | [ 1 ] |
| Роберт Криппен   | Роберт Криппен    | 26 апреля 2006 года  | Джордж Буш-младший | Колумбия STS-1 (пилот в составе первого экипажа «Спейс Шаттла»)                                                                                    | [ 1 ] |
|                  | Даглас Хёрли      | 31 января 2023 года  | Джозеф Байден      | Индевор SpX DM-2 (Командир первого пилотируемого экипажа корабля Crew Dragon)                                                                      | [ 2 ] |
|                  | Роберт Бенкен     | 31 января 2023 года  | Джозеф Байден      | Индевор SpX DM-2 (Пилот первого пилотируемого экипажа корабля Crew Dragon)                                                                         | [ 2 ] |